# Csinády Jenő
Csinády Jenő (Nyárádszereda, 1899. április 17. – Budapest, 1970. április 14.) magyar sportorvos, fiziológus, a Szegedi Orvostudományi Egyetem Élettani Intézetének egykori nyilvános rendkívüli tanára, az Országos Sportegészségügyi Kutatóintézet nyugalmazott tudományos főmunkatársa, a Magyar Élettani Társaság és a Magyar Sportorvosi Társaság tagja.

## Életpályája
Szülei Csinády János és György Ida (1865–1941) voltak. 1917–1921 között a kolozsvári egyetem, majd 1921–1922-ben a budapesti Pázmány Péter Tudományegyetem hallgatója volt. 1922–1925 között a szegedi Ferenc József Tudományegyetemen fejezte be tanulmányait. 1925–1926 között fogorvos volt. 1926–1942 között az egyetemi Élettani Intézet kutatójaként működött. 1930-ban a szegedi egyetemen az Élettani Intézet, valamint a belgyógyászati diagnosztika keretében sportorvosi állomást létesített, melynek vezetője lett. 1934-ben egyetemi magántanárrá habilitálták munkafiziológia tárgykörből. 1942–1946 között a budapesti Országos Sportorvosi Intézet sportorvosi-élettani kutatója, a vizsgáló részleg vezetője, majd igazgatója volt. 1944-ben címzetes rendkívüli egyetemi tanár lett Szegeden. 1946–1950 között gyakorló fog- és körzeti orvos volt. 1952–1970 között az Országos Sportegészségügyi Intézetben dolgozott.

### Munkássága
Kezdetben elektroélettannal, az EKG elméletével és gyakorlatával, munka- és sportélettani kutatásokkal foglalkozott. Új típusú ergométert konstruált. Később kidolgozta az Aktedron hatásmechanizmusát. Vizsgálta a doppingszerek hatását és kimutathatóságát. Új típusú reakció- és cselekvési időt mérő berendezést szerkesztett. Bevezette a sportmozgások biomechanikájának modern méréses eljárásokkal történő vizsgálatát.
Temetése a debreceni Köztemetőben történt.

## Művei
- Beszámoló a magyar királyi Ferencz József Tudományegyetem Élettani Intézetének sportorvosi vizsgáló állomásán folytatott munkáról (Szeged, 1936)
- Időszerű sportorvosi kérdések (Budapest, 1938)
- Az iskolai testnevelés orvosi vonatkozásai (Szeged, 1939)